# История Парижского метрополитена
История парижского метрополитена начинается еще в середине XIX века, когда появились первые проекты строительства метро в Париже. Первая линия метро открылась 19 июля 1900, в преддверии Всемирной выставки. К началу Второй мировой войны парижский метрополитен насчитывал 14 линий (159 км путей и 332 станции). В 1950-60-е годы строительство метро замерло, однако проводилась модернизация, в частности, перевод линий метро на шинный ход. В 70-е начался новый всплеск метростроительства, в результате которого парижская подземка пересекла городскую черту и вышла в пригороды. В 1998 была открыта сверхсовременная, полностью автоматизированная линия 14 (Метеор). В настоящее время ведутся работы по полной автоматизации старейшей линии 1. В планах развития метро — строительство контурной линии, соединяющей радиальные ветки метро за пределами Парижа.

## Истоки
Идея о строительстве метро в Париже появилась еще в 1845 году, однако первоначально речь шла не о пассажирских, а о грузовых перевозках. Усиленно проект стал обсуждаться начиная с 1871 года, однако в течение нескольких десятилетий государству и парижским властям не удавалось прийти к согласию в том, каким именно будет метрополитен. Мэрия Парижа выступала за то, чтобы сеть железных дорог метро не выходила за пределы города и не использовала крупногабаритные подвижные составы, а станции находились на небольшом расстоянии друг от друга. В свою очередь, государство хотело объединить метро с уже существующими железнодорожными сетями. Среди предлагавшихся вариантов было также создание сети, обслуживающий весь департамент Сены, которая стала бы таким образом чем-то средним между омнибусами и конками Парижа и региональными и государственными железнодорожными сетями. Кроме того, не был решен вопрос о том, станет ли метро надземным, по примеру метрополитена Нью-Йорка, или подземным. Противники первого варианта считали, что метро испортит внешний облик города, тогда как противники второго сомневались в безопасности подземного метро. 
В связи с ухудшением транспортной ситуации в городе и приближением Всемирной выставки 1900 года, решение о строительстве метро наконец было принято. Победила концепция, предложенная мэрией Парижа. Проект строительства, разработанный инженерами Фюльжансом Бьенвеню (Fulgence Bienvenüe) и Эдмоном Уэ (Edmond Huet), был утвержден муниципальным советом Парижа 20 апреля 1886 года. За оформление станций отвечал архитектор Гектор Гимар. 30 марта 1898 года правительство Франции приняло закон о строительстве 6 линий парижского метрополитена. Концессию на строительство и эксплуатацию метрополитена получила фирма бельгийского предпринимателя Эдуарда Эмпена.

## 1900e

### Первый проект сети метро
Первоначальный проект включал в себя 6 линий:
- 1 линия Порт-де-Венсен (Porte de Vincennes) — Порт-Дофин (Porte Dauphine)
- 2 линия Этуаль — Насьон — Этуаль (Étoile — Nation — Étoile) (кольцевая ветка вдоль бывших внешних бульваров)
- 3 линия Порт Майо (Porte Maillot) — Менильмонтан (Ménilmontant)
- 4 линия Порт-де-Клиньянкур (Porte de Clignancourt) — Порт д’Орлеан (Porte d’Orléans)
- 5 линия Бульвар де Страсбург (Восточный вокзал) (Boulevard de Strasbourg (Gare de l’Est)) — Пон д’Аустерлиц (Pont d’Austerlitz)
- 6 линия Кур де Венсенн (Cours de Vincennes) — Пляс д'Итали (Place d’Italie)

Также предполагалось строительство трех дополнительных веток
- Плас Вальубер (Place Valhubert) — Ке де Конти (Quai de Conti)
- Плас Пале-Руаяль (Place du Palais-Royal) — Плас дю Данюб (Place du Danube)
- Отёй (Auteuil) Пляс де л'Опера (Place de l’Opéra).

Технические спецификации проекта уточняли, что метрополитен является сетью местного назначения, предназначенной для транспортировки пассажиров и их ручной клади. Метро является подземным видом транспорта на электрической тяге, со стандартной шириной колеи и габаритами подвижных составов, не превышающими 2,4 метра (что исключало использование обычных железнодорожных подвижных составов), максимальным наклоном путей 40 мм/м и радиусом искривления 75 м. Длина станций составляла 75 м. Метро не должно было выходить за пределы города.

### Строительство линии 1
Работы по строительству линии 1 были начаты 4 октября 1898 года. Строительство осуществлялось совместно парижскими властями (туннели, станции) и Компанией железных дорог парижского метрополитена (фр. Compagnie du chemin de fer métropolitain de Paris; CMP) (железнодорожные пути, выходы к станциям).
Строительство линии 1 было завершено в рекордно короткие сроки — 20 месяцев. Из них значительная часть времени ушла на подготовительную работу: выравнивание почвы, перенос коллектора на улице Риволи и перестройку водостоков. Для ускорения строительства работы велись в закрытых траншеях, что крайне затрудняло передвижение по городу для жителей близлежащих кварталов. Кроме того, для отгрузки грунта, получавшегося от прокапывания туннелей, использовались трамвайные пути.
15 июня 1900 г. было пущено пробное движение. 19 июля 1900 года линия 1 была открыта для пассажиров. Парижане с большим энтузиазмом встретили новый вид транспорта. К концу 1900 г. было перевезено 4 млн пассажиров. Количество вагонов в подвижных составах было увеличено с двух до восьми. В результате было начато строительство линий 2 Север и 3, а вскоре линий 2 Юг, 5 и 4.

### Пожар на станции Курон
10 августа 1903 года загорелся пустой поезд, следовавший по линии 2 Норд на станцию Барбе (Barbès). Шедший за ним поезд с пассажирами остановился на станции Курон (Couronnes) по сигналу светофора. Однако пожар усилился, плотный дым заполнил туннель. Была начата эвакуация пассажиров со станции Курон, однако многие отказались уходить прежде, чем получат компенсацию. В это время из-за перегрева проводов отключилось электричество. На станции началась паника, люди пытались выбраться со станции, но бежали в противоположную от выхода сторону. В результате погибло 84 человека. До сих пор это крупнейшая, хотя и не единственная катастрофа в истории парижского метро:
- 23 апреля 1930 г., столкновение на станции Порт де Версаль, 2 погибших.
- 6 февраля 1981 г., столкновение на станции Насьон, погиб машинист.

После пожара на станции Курон в метро были введены новые меры безопасности. В частности, метрополитен отказался от использования дерева и стал использовать вагоны иной конструкции.

### Линия 4: первый участок метро под Сеной
Открытия линии 4 ждали с особенным нетерпением, так как она должна была соединить север и юг города, правый и левый берега Сены. Обсуждение маршрута линии под Сеной было долгим и напряженным. Реализация проекта также оказалась непростой.
Работы начались в 1905 году. На земле были собраны металлические блоки в 20-40 метров длиной, затем их отбуксировали на баржах и постепенно опускали под дно реки. Для северного рукава Сены было использовано три блока, для южного — два. Станции Сите (Cité) и Сен-Мишель (Saint-Michel) также собрали на поверхности, а затем перенесли под землю. На участке, проходящем под железнодорожными путями, связывающими Париж и Орлеан (сейчас их использует линия С RER), пришлось установить две холодильные установки, замораживающие почву до температуры −24 °C, что позволило проводить работы под землей вблизи к реке.
21 апреля 1908 года был открыт северный участок 4 линии, от Порта де Клинанкур (Porte de Clignancourt) до Шатле (Châtelet), затем, 30 октября 1909 года, южный участок от Порт д’Орлеан (Porte d’Orléans) до Распай (Raspail). Центральный участок от Распай до Шатле, пересекавший Сену, был пущен в эксплуатацию 9 января 1910 года. Однако уже 24 января в Париже началось наводнение, ставшее сильнейшим за столетие. Вода проникла и в метро, в результате отрезок от Северного вокзала (Gare du Nord) до Вавен (Vavin) был закрыт вплоть до начала апреля 1910 года.

### Линии Общества Север-Юг
В 1901 году мэрия Парижа отдает вторую концессию на строительство линий метрополитена инженеру Жану-Батисту Берлье. Он создает Общество подземных электрических дорог Парижа Север-Юг (фр. Société du chemin de fer électrique souterrain Nord-Sud de Paris) для строительства линии глубокого залегания, по образцу лондонской подземки. Из-за противодействия CMP строительные работы начались только через несколько лет. Рыхлость почвы не позволила использовать метод глубокого залегания, в результате технические отличия линии Общества Север-Юг от линий их конкурента оказались весьма незначительны.
Линия А была открыта 5 ноября 1910 года и связала Порт де Версаль (Porte de Versailles) и Нотр-Дам-де-Лоретт (Notre-Dame-de-Lorette), став таким образом второй линией, связавшей оба берега Сены. В апреле 1911 года северный конец линии был продлен до станции Пигаль (Pigalle), а в октябре 1912 г. - до станции Жюль Жофрен (Jules Joffrin).
Общество Север-Юг получило концессии на строительство еще двух линий метро.
Линия В открылась 26 февраля 1911 года и связала Сен-Лазар (Saint-Lazare) и Порт де Сен-Уэн (Porte de Saint-Ouen). Годом позже открылось ответвление Ля Фурш (La Fourche) — Порт де Клиши (Porte de Clichy).
Линия С должна была связать Монпарнас (Montparnasse) и Порт де Ванв (Porte de Vanves), однако реализовать этот проект обществу Север-Юг уже было не суждено.

## 1910-е: расширение метро
В 1910 г., с опережением графика на целый год, все шесть линий, указанных в постановлении 1898 г., были открыты и активно использовались пассажирами. Это позволило правительству издать постановление о строительстве двух дополнительных линий, фигурировавших в предварительном проекте как линии H и I и ставших линиями 7 и 8.
Участок линии 7 от Опера (Opéra) до Порт де ля Вилетт (Porte de la Vilette) открылся 5 ноября 1910 года. Еще через два месяца открылось ответвление Луи Блан (Louis Blanc) — Пре Сен-Жерве (Pré Saint-Gervais).
Строительство линии 8, пересекавшей Сену, было замедлено из-за наводнения 1910 г., в эксплуатацию отрезок Опера — Богренель (Beaugrenelle) был сдан только в июле 1913 года.
Накануне Первой мировой войны в Париже действовало 10 линий, общая длина путей составляла 91 км. В 1913 г. было перевезено 467 млн пассажиров. План развития парижского метрополитена предусматривал создание такой густой сети, чтобы в любой точке города в радиусе ближайших 400 м можно было найти станцию метро.

## Первая мировая война
Во время Первой мировой войны метро продолжает работать. Из-за плохой работы остальных видов транспорта количество пассажиров здесь увеличивается. Из-за мобилизации общее число персонала резко снижается, частично потери ликвидируются за счет привлечения на работу в метро женщин. По этой же причине проводится модернизация подвижных составов: рычаги для открывания-закрывания дверей установлены теперь во всех вагонах на всех линиях, что позволяет снизить количество персонала на поезд.
Из-за бомбардировок и недостатка электричества было крайне ограничено освещение. Особенно плохим оно было в поездах на линиях, имевших надземные участки. Когда эти поезда переходили на подземные участки линии, в вагоне было практически ничего не видно, что приводило к многочисленным жалобам пассажиров и персонала.
Метро также использовалось как бомбоубежище. Из-за этого 11 марта 1918 г. разыгралась настоящая драма на станции Боливар линии 7: во время бомбардировки толпа в панике пыталась укрыться на станции, однако двери открывались не внутрь, а наружу. В давке погибло 66 человек. После этого в метро заменили двери, так, чтобы они открывались как внутрь, так и наружу.
Несмотря на войну, строительство метро продолжалось, хотя и в замедленном темпе. Летом 1916 г. на линии 7 открылся участок Опера (Opéra) — Пале-Руаяль (Palais Royal), а на линии А был сдан участок Жюль Жофрен (Jules Joffrin) — Порт де ля Шапель (Porte de la Chapelle).
Ряд станций во время войны был переименован. 1 августа 1914 г. станция Улица Германии (Rue d’Allemagne) линий 2 и 7 была переименована в Жорес (Jaurès). Станция Берлин линии В была закрыта с 2 августа по 1 декабря 1914 г., после чего открыта под названием Льеж. В октябре 1916 г. станция Пон д’Аустерлиц (Pont d’Austerlitz) была переименована в Пон де ля Рапе (Pont de la Rapée).

## Период между двумя войнами

### Забастовка 1919 года
В 1919 году в результате забастовки рабочие двух обслуживающих парижский метрополитен компаний добиваются повышения зарплаты и уменьшения часов работы. Это затруднило финансовое положение компаний, так как даже повышение тарифов на проезд не смогло компенсировать возросшие расходы. В 1921 г. обе компании заключили соглашение с мэрией Парижа, по которому финансовая ответственность переходила к городу. Таким образом, они теряли свою финансовую независимость.

### 1920-е: новый проект развития метро
В 1922 г. муниципальный совет Парижа одобрил план развития сети метрополитена. Предполагалось строительство трех линий, пересекающих весь город — 7, 8 и 9, а также трех менее значимых линий:
- линия 10 Инвалиды — Бастилия (Invalides — Bastille),
- линия 11 Шатле — Порт де Лила (Châtelet — Porte des Lilas)
- линия 12 Порт д'Орлеан — Порт д'Итали (Porte d’Orléans — Porte d’Italie).

Проект 10 линии несколько раз переделывался, от строительства 12 линии в итоге отказались.
- Первый участок линии 9 от Трокадеро (Trocadéro) до Экзельман (Exelmans) был открыт в ноябре 1922 года. В течение 1923 года линия была продлена до станции Шоссе д'Антен (Chaussée d’Antin) на восточном конце и Порт де Сен-Клу (Porte de Saint-Cloud) на южном.
- Первый участок линии 10 Энвалид — Круа-Руж (Invalides — Croix-Rouge) был открыт 30 декабря 1923 года. К 1926 году ветка дотянулась до станции Одеон.

- В том же 1926 году линия 7 была продлена до Моста Мари (Pont Marie).
- В 1928 г. станция Ришельё — Друо (Richelieu — Drouot) стала новой конечной линий 8 и 9.

### Конец Общества Север-Юг
1 января 1930 г. прекратило своё существование Общество Север-Юг, поглощенное Компанией железных дорог парижского метрополитена, которая стала отныне единственным оператором сети. Линии А и В были переименованы в линии 12 и 13, порядок их эксплуатации был приведен в соответствие с правилами Компании. В 1932 г. был разработан проект строительства линии 14 взамен предполагавшейся линии С общества Север-Юг (Montparnasse — Porte de Vanves).

## 1930-е: дальнейшее расширение сети

### Новые участки внутри города
В течение 30-х годов метро активно расширяется. Линия 10 продлена от Одеона до Порт де Шуази (Porte de Choisy). Строительство линий 8 и 9 вдоль Больших бульваров вызывает критику со стороны прессы: по мнению журналистов, город охвачен «метро-безумием», тогда как на самом деле новые линии будут дублировать уже существующие маршруты автобусов.
В 1931 г. открывается участок линии 8 до станции Порт де Шарентон (Porte de Charenton), где проходила колониальная выставка.
Линия 9 в 1933 г. доходит до Порт де Монтрёй (Porte de Montreuil).
В 1935 г. открывается линия 11, связавшая Шатле с кварталом Бельвиль. Линия заменила трамвай-фуникулер, построенный по образцу Канатного трамвая Сан-Франциско.
Последней станцией, открытой до начала войны, становится Аустерлицкий вокзал (Gare d’Orléans — Austerlitz), новая конечная станция линии 10', введенная в эксплуатацию 12 июля 1939 года.

### Реорганизация линий 7, 8 и 10
Во второй половине 30-х годов происходит реорганизация линий.
В 1931 г. линия 7 пересекает Сену, после чего ей передается участок линии 10 от Жюссьё (Jussieu) до Порт де Шуази (Porte de Choisy).
В 1937 г. участок 8 линии от Ла Мотт-Пике — Гренель (La Motte-Picquet-Grenelle) до Порт д’Отёй (Porte d’Auteuil) передан линии 10, взамен на линии 8 вводится новый участок Ла Мотт-Пике — Гренель — Балар (Balard). Участок Энвалид — Бьенвеню первоначально построенный для линии 10, вошёл в состав открытой за полгода до этого старой линии 14.
Таким образом, линии 7 и 8 пересекают весь город с севера на юг, а линия 10 — с запада на восток.

### Выход метро за пределы Парижа
Из-за увеличения количества населения в ближайших пригородах Парижа в 1929 г. муниципальный совет города был вынужден пересмотреть концепцию развития метро. Было решено, что отныне метро выйдет за городскую черту.
Первая волна выхода метро в пригороды пришлась на 1934 г.: станции Венсенский замок (Château de Vincennes) линии 1, Пон де Севр (Pont de Sèvres) линии 9 и Мэри д’Исси (Mairie d’Issy) линии 12.
В 1937 г. за пределы города выходят линия 1 — станция Пон де Нейи (Pont de Neuilly), 3 — станция Пон де Левалуа-Бекон (Pont de Levallois — Bécon) и 9 — станция Мэри де Монтрёй (Mairie de Montreuil).

### Первые интерактивные карты метро
В 1937 г. появились интерактивные схемы парижского метро, с помощью которых пассажиры могли определить наиболее быстрый и удобный маршрут между заданными станциями. Под схемой находилась клавиатура, каждая кнопка которой соответствовала одной из станций. После того, как пассажир задавал станции отправления и назначения, на схеме загорались лампочки, обозначая самый удобный маршрут.
К 1981 г. такими интерактивными схемами были оборудованы 84 станции метро. В 1996 г. на 20 станциях появилось новое поколение интерактивных схем с сенсорными экранами.

## Вторая мировая война
В связи с всеобщей мобилизацией, объявленной в сентябре 1939 г., правительство приняло постановление о существенном ограничении работы метрополитена. Только 85 из 332 станций продолжали работать, остальные были закрыты. Часть была открыта через несколько недель, когда количество персонала в метро увеличилось, другие были вновь введены в эксплуатацию после окончания войны, иногда даже спустя несколько десятилетий, несколько же так и остались закрытыми, превратившись в станции-призраки.
В 1940 г. в связи с массовым исходом парижан из города метрополитен перевозил всего 300 000 человек в день, самый низкий уровень нагрузки в его истории. Однако уже в 1941 г. общее число перевозок превысило 1 млрд человек, так как население вернулось в город, а из-за нехватки бензина единственными видами транспорта в Париже были метро и велосипед (трамвайные линии были ликвидированы в 1937 г.). По этой причине, а также в связи с ограниченным движением из-за необходимости экономить электричество, поезда во время войны были постоянно переполнены.
Некоторые станции метро (Симплон, Пон-де-Севр, Бийанкур) серьёзно пострадали во время бомбардировок. Станции более глубокого залегания, напротив, использовались в качестве бомбоубежищ.
Несмотря на войну, два новых участка метро, практически завершенных накануне осени 1939 г., были сданы в эксплуатацию: участок до Церкви Пантен (Église de Pantin) линии 5 и участок до Шарентон — Эколь (Charenton — Écoles) линии 8. Оба участка выходили в пригороды.
В июне 1941 г. правительство Виши приняло решение о слиянии CMP и Компании общественного транспорта парижского региона (фр. Société des transports en commun de la région parisienne; STCRP), управлявшей наземными видами транспорта, что предвосхитило создание после войны компании RATP.

## Вторая половина 1940-1950-х: реорганизация управления и модернизация метрополитена

### Временная администрация
После окончания войны CMP было лишено права управлять метрополитеном из-за слишком тесного сотрудничества с оккупантами. Министерство транспорта ввело временную администрацию. Под её началом 1 мая 1946 года линия 7 была продлена до станции Мэри-д'Иври (Mairie d’Ivry). Тем не менее, нагрузка на метро продолжала бить все рекорды, так как наземный транспорт из-за нехватки топлива по прежнему был парализован.

### Создание Автономного управления транспорта парижского региона и модернизация метро
В 1948 году правительство Франции создало Региональное бюро парижского транспорта, в чьи функции входил надзор за транспортной сетью, и RATP, которому было поручено эксплуатация метро и наземного транспорта. Несмотря на недостаток финансирования, RATP немедленно начала модернизацию.
В первую очередь была проведена замена подвижных составов, 20 % которых на тот момент были сделаны еще до Первой мировой войны. План развития метро, предложенный RATP, предлагал также дальнейшее расширение метро в пригороды, однако отсутствие финансирования и политической воли не дало реализовать эти планы. Только участок до Карфур-Плейель (Carrefour Pleyel) на линии 13, начатый во время войны, был введен в эксплуатацию в 1952 году. Он был первым, где начали на смену старым подвижным составам Sprague-Thomson пришли новые, с кожаными сиденьями и флуоресцентным освещением. Новые вагоны понравились парижанам, что помогло немного улучшить значительно потерявший привлекательность образ метро.
Помимо этого, проводилась модернизация станций: смена освещения на более мощные флуоресцентные лампы, улучшение входов на станции. Более капитальные работы были невозможны из-за недостатка финансирования. Для модернизации внешнего облика станций и установки рекламы RATP стала использовать металлические кузова. Первой станцией, где они появились, стала Франклин Д. Рузвельт (Franklin D. Roosevelt) в 1957 году.

### Метро на шинном ходу
Главным нововведением RATP стала технология шинного хода. Новые подвижные составы (модель МР 51) имели более тихий ход и лучшие характеристики разгона и торможения. Они позволяли увеличить скорость движения по линии и таким образом увеличить количество поездов и избавиться от постоянной переполненности наиболее посещаемых линий. Первые испытания МР 51 прошли летом 1951 г. на так называемом «челночном пути», когда-то соединявшем 3 и 7 линии. В 1952-1956 годах составы МР 51 курсировали по этому отрезку от Плас де Фет (Place de Fetes) до Порт де Лила (Porte de Lilas), однако движение было нерегулярным, а пассажиров на отрезке очень мало. В основном это были местные школьники, которым часто даже разрешали «поуправлять» новым поездом, оборудованным системой автоматического пилотажа.
В 1956 году RATP вводит в эксплуатацию новую модель подвижных составов на шинном ходу, МР 55. Первой веткой, по которой они стали ходить, стала линия 11, выбранная из-за небольшого размера и сложного рельефа с крутыми подъемами. Новые составы хорошо зарекомендовали себя, поэтому в начале 1960-х RATP принимает решение пустить МР 55 по двум самым загруженным линиям, 1 и 4. В то время нагрузка на линию 1 в часы пик составляла 140 %. Поскольку простая замена подвижных составов не могла решить эту проблему, длина станций была увеличена с 75 до 90 метров, что позволяло увеличить число вагонов до 6. На линии 1 замена подвижных составов на МР 55 была произведена в 1963-1964 годах, на линии 4 — в 1966-1967 годах. В результате пассажироемкость линий увеличилась на 30 %. Эксплуатация поездов MP 55 в Парижском метро продолжалась до 1999 года.

### Создание Синдиката парижского транспорта
В 1959 г. вместо Регионального бюро транспорта был создан Синдикат парижского транспорта, управляемый государством, мэрией Парижа и департаментами Сена-и-Уаза и Сена-и-Марна. В функции синдиката входило утверждение проектов развития регионального транспорта и тарифов.
В 1968 г. после административной реформы в Синдикат вошли новые департаменты Иль-де-Франса: Сен-Сен-Дени, Эссона, О-де-Сен,Валь-д’Уаз, Ивелин, Валь-де-Марн.
В 2000 г. после реорганизации был переименован в Синдикат транспорта региона Иль-де-Франс (фр. Syndicat des transports d'Île-de-France; STIF), с 2015 года — Иль-де-Франс Мобилитез.

## 1960-е - 80-е: новое расширение метрополитена

### Новые станции метро в пригородах
В середине 1960-х в связи с возросшими пробками, существенно ограничивавшими эффективность работы наземного транспорта, правительство наконец изменило отношение к расширению сети метрополитена. В результате в 1971-74 годах еще две линии метро вышли за городскую черту:
- линия 8 — отрезок Шарантон — Эколь (Charenton — Écoles) до Кретей — Префектюр несколькими участками (Créteil),
- линия 3 — отрезок Гамбетта — Гальени (Gallieni).

При этом участок линии 3 от Гамбетта до Порт де Лила стал мостоятельной линией, получившей название 3bis, а станция Мартен Надо (Martin Nadaud) исчезла с карты метро, превратившись в часть вестибюля нового зала станции Гамбетта, ставшей одной из самых длинных в парижском метро.
Во второй половине 70-х — в 80-е годы метро еще дальше проникло в пригороды Парижа:
- были продлены оба ответвления линии 13, до станций Сен-Дени-Базилика (Saint-Denis — Basilique) и Габриэль Пери.
- линия 7 получила на юге новое ответвление до станции Вильжюиф — Луи Арагон (Villejuif — Louis Aragon), а на севере достигла Ля-Курнев — 8 мая 1945 (La Courneuve — 8 mai 1945);
- линия 10 была продлена на востоке до станции Булонь — Пон-де-Сен-Клу (Boulogne-Billancourt), таким образом Булонь-Бийанкур стала единственной коммуной за пределами Парижа, которую обслуживали сразу две ветки метро (10 и 9).

Таким образом, из всех линий метро помимо полукольцевых 2 и 6, только линии 3bis, 4 и 7bis к концу 1980-х годов не пересекают городскую черту.

### Строительство RER
В это же время начинается строительство RER, сети экспрессов региона Иль-де-Франс. В линию А вошли участки Венесенской железной дороги и линии Сен-Жермен-ан-Лэ, переданные Национальным обществом железных дорог SNCF в ведение RATP, а участок Дефанс-Венсенн, соединяющий эти две ветки, строился силами RATP.

### Открытие станций, закрытых в 1939 году
В середине 1960-х, спустя почти 30 лет, открывается ряд станций, закрытых в начале Второй мировой войны:
- Варен (Varenne) линии 14
- Бель-Эр (Bel-Air) линии 6
- Ренн (Rennes) линии 12
- Льеж (Liège) линии 13.

Последние две станции вплоть до 2004 и 2006 годов, соответственно, функционировали в ограниченном режиме: до 20:00 только по рабочим дням.
B 1988 году для обеспечения пересадки с линии 10 на станцию Нотр-Дам — Сен-Мишель линии В RER была вновь открыта станция Клюни — Ля-Сорбонн.

### Соединение 13-й и 14-й линий
Самым значительным проектом 70-х стало соединение 13-й и 14-й линий. В 1973 году открыта станция Миромениль (Miromesnil), а в 1976 году в два этапа сдан участок Миромениль — Энвалид. Таким образом, 14-я линия исчезла с карты метро, став частью линии 13.
Новая линия стала восьмой линией, соединившей оба берега Сены, и шестой линией, пересекающей весь город с севера на юг.

### Новые подвижные составы и новый дизайн станций
В 1970-х работы по переводу линий метро на шинный ход были приостановлены из-за высокой стоимости и слишком большого времени, необходимого для замены рельс. Только линия 6, по большей части надземная, была в 1974 г. переоборудована для шинного хода, чтобы уменьшить вибрацию и шум, доставлявшие неудобство жителям близлежащих от линии домов. На остальных линиях ограничились простой заменой подвижных составов на новые MF 67, по многим характеристикам не отличавшимся от составов на шинном ходу. В 1978 г. на длинных линиях (7, 8 и 13) вводится новая модель подвижных составов, MF 77, так называемое «белое метро». Обе модели подвижных составов широко используются до сих пор. В 1983 году последний состав легендарной модели Sprague-Thomson, ставшей лицом парижского метрополитена, был выведен из эксплуатации; часть вагонов была передана в ателье де ля Виллет, где была переоборудована для использования в качестве спецтехники или в виде хозяйственных поездов.
В 1970-е годы на подвижных составах вводится система автоматического пилотажа и программированного отправления. Вводятся магнитные билеты, из-за чего в метро исчезают кондукторы. Часть станций меняет внешний облик: на смену традиционному белому кафелю приходит ярко-оранжевый. Этот тип оформления иногда называют «стиль Мутон» по названию станции Мутон-Дюверне 4 линии, где он был впервые применен в 1969 году. Повсеместного распространения он не приобрел, так как пассажиры посчитали его слишком агрессивным.

## 90-е годы. Линия 14 «Метеор» и столетие метро

### Новые станции в пригородах
В 1992 году линия 1 доходит до делового квартала Дефанс. Интересно, что для того, чтобы попасть из Парижа в Дефанс или обратно на RER А, необходим билет на 1—3 зоны, тогда как при поездке на метро достаточно стандартного билета на метро (1—2 зоны для разовых билетов, для NaviGo — зоны 1—3)
25 мая 1998 года открывается станция Сен-Дени — Университет (Saint-Denis — Université) на линии 13.

### Линия 14 Метеор
15 октября 1998 года происходит эпохальное событие в истории парижского метро: открывается новая, полностью автоматизированная линия 14, также известная как «Метеор». Это первая новая линия, построенная в парижском метро с 1937 года, когда была открыта старая линия 14.
Линия 14 — самая современная линия парижского метрополитена. Программное управление движением поездов и станционными комплексами ведётся из отдельного диспетчерского центра, сходные технологические решения были применены в 2008—2012 годах при автоматизации линии 1. Станции оформлены в современном стиле, перроны имеют длину 120 метров (против обычных 75-90) что позволяет потенциально увеличить длину поездов до 8 вагонов; прозрачные барьеры делают невозможным падение пассажиров на рельсы. Одной из причин создания 14-й линии было стремление снизить нагрузку на линию А RER, которую она частично дублирует. Перегоны между станциями на 14-й линии больше, чем на остальных, а поезда разгоняются быстрее, что и оправдывает её название Метеор. По линии курсируют составы серии MP 89CA, к которым в 2000-х годах добавились поезда модели MP 05.

### Модернизация линии 1
В 1997 году началась заменена парка подвижных составов на линии 1. На смену MP 59 пришли современные MP 89, отличающиеся, помимо технических характеристик, более современным дизайном, иным расположением кресел, облегчающим передвижение по салону, а также отсутствием деления на вагоны. Такие же, но полностью автоматизированные составы ходят по линии 14. В 2007 г. на линии 1, как самой загруженной ветке парижского метро, начались работы по полной автоматизации, которые завершились в 2013 году. Параллельно с этим проводится реставрация станций, с сохранением традиционного дизайна из белого кафеля.
Также в метро проводятся работы по постепенной замене парка подвижных составов с традиционных MF 67 на новые MF 2000. Внешне они похожи на МР89, однако предназначены для обычных путей, а не для шинного хода. В первую очередь ими будут оборудованы линии 2, 5 и 9. На других линиях вагоны самых старых серий, MP 59 и MF 67, в 2007—2009 годах подверглись капитальному ремонту с уменьшением числа сидений, что позволило увеличить пассажировместимость каждого состава.

## Настоящее и будущее парижского метро

### 2000-е
В 2000 году Парижский метрополитен отметил своё столетие.
В 2000-е было открыто всего четыре станции: новые конечные 'линии 14 (Сен-Лазар и Олимпиад), и участок Габриэль Пери — Аньер-Женвилье-Ле Куртий (Asnières — Gennevilliers — Les Courtilles) на линии 13. Низкие темпы метростроительства объясняются тем, что внутригородские потребности существующая сеть обеспечивает в достаточной мере, тогда как продление в пригороды веток, пока не пересекших городскую черту, не представляется целесообразным. К этому прибавляется общий недостаток финансирования. В результате основным средством решения транспортной проблемы в пригородах становится строительство более дешевого трамвая.

### Планы развития метро
В 2011—2013 годах линии 4, 8 и 12 линии были продлены на один перегон каждая. Таким образом, 4 линия впервые в своей истории пересекла городскую границу (открытая в 2013 году станция «Mairie de Montrouge» находится в ближнем пригороде Парижа). Интересно, что часть замыслов совпадает с проектом развития еще 1929 года.
С середины 2000-х годов обсуждался проект создания объездной кольцевой линии, Métrophérique (по аналогии с кольцевой автомобильной дорогой Périphérique), которая должна соединить радиальные ветки парижского метро за пределами Парижа. Итоговый проект, получивший обозначение линия 15, был утверждён в 2014 году, а в 2015 году началось сооружение южной дуги линии.
Планируется продолжение работ по автоматизации наиболее загруженных линий с шинным ходом. К 2019 году планируется автоматизация линии 4, а  в 2020-х — линии 11. Обе линии планируется вместе с автоматизацией продлить вглубь пригородов Парижа.